# Rhizophagus galbus
Rhizophagus galbus es una especie de coleóptero de la familia Monotomidae.

## Distribución geográfica
Habita en la Columbia Británica (Canadá).